# Linda Mackenzie
Linda June Mackenzie (ur. 14 grudnia 1983 w Mackay) – australijska pływaczka, mistrzyni olimpijska z Pekinu, dwukrotna wicemistrzyni świata.
Specjalizuje się w pływaniu stylem dowolnym. Największym osiągnięciem zawodniczki jest złoty medal igrzysk olimpijskich w Pekinie w sztafecie na dystansie 4 x 200 m. Płynąc razem z Stephanie Rice, Kylie Palmer i Bronte Barratt sztafeta australijska ustanowiła rekord świata wynikiem 7.44,31 min.

## Osiągnięcia

### Igrzyska olimpijskie
| Olimpiada  | Data             | Konkurencja               | Rezultat    | Miejsce |
| ---------- | ---------------- | ------------------------- | ----------- | ------- |
| Ateny 2004 | 15 sierpnia 2004 | 400 m stylem dowolnym     | 4:10,92 min | 7.      |
| Pekin 2008 | 14 sierpnia 2008 | 4 x 200 m stylem dowolnym | 7:44,31 min |         |

### Mistrzostwa świata
- 2003 Barcelona -  srebro - 4 x 200 m stylem dowolnym
- 2005 Montreal -  srebro - 4 x 200 m stylem dowolnym

## Rekordy świata
| Data             | Miejsce | Konkurencja               | Rezultat    | Status           |
| ---------------- | ------- | ------------------------- | ----------- | ---------------- |
| 14 sierpnia 2008 | Pekin   | 4 x 200 m stylem dowolnym | 7:44,31 min | do 30 lipca 2009 |